# Magdalena Hrabánková
Magdalena Hrabánková (6. března 1941 Praha – 31. srpna 2011, Chorvatsko) byla česká ekonomka a vysokoškolská pedagožka, která působila jako rektorka jihočeské univerzity v Českých Budějovicích. Byla první ženou v daném úřadě. Post zastávala pouhých šest měsíců, než náhle zemřela během dovolené.

## Vzdělání
Narodila se v roce 1941. Absolvovala Provozně ekonomickou fakultu České zemědělské univerzity a v roce 1999 obhájila na Jihočeské univerzitě habilitační práci v oboru Organizace a řízení podniku. Profesorkou byla jmenována v roce 2004.

## Odborné působení
Od roku 1996 působila na Jihočeské univerzitě v Českých Budějovicích a do roku 2007 stála v čele zemědělské fakulty. V roce 2007 se stala děkankou ekonomické fakulty. Rektorkou univerzity se stala 1. března 2011. Post zastávala až do své smrti.
V letech 2000-2002 byla poradkyní předsedy vlády Miloše Zemana a poté působila jako členka sekce ministra zemědělství.